# Johan Thomas Lundbye (ingeniør)
 Der er flere personer med dette navn, se Johan Thomas Lundbye.
Johan Thomas Lundbye (27. august 1874 på Frederiksberg Slot – 26. december 1951 i København) var en dansk ingeniør og professor ved Polyteknisk Læreanstalt, bror til Christian Ludvig Lundbye.
Han var søn af oberst Emanuel Andreas Lundbye og hustru Ida f. komtesse Petersdorff, blev student fra Nykøbing Katedralskole 1892 og tog året efter filosofikum. 1899 blev Lundbye cand.polyt. og var dernæst ingeniørassistent bos stadsingeniør Charles Ambt i København 1899-1903, på studierejse i Europa 1903-04, ingeniør hos Havestadt & Contag, kgl. Bauräte i Berlin 1904-06, blev udnævnt til docent ved Polyteknisk Læreanstalt i kommunalhygiejnisk ingeniørvæsen 1906 og til professor i samme fag 1916, i teknisk hygiejne 1919-44 og var leder af Polyteknisk Læreanstalts Laboratorium for Teknisk Hygiejne 1944-49.
J.T. Lundbye var desuden leder af Dansk Ingeniørforenings Oplysningsbureau 1906-16, lærer ved Kunstakademiets Arkitektskole i bygningshygiejne 1909-25, medlem af Arbejdsrådet 1909-46, redaktør af Den tekniske Forenings tidsskrift 1908-12, formand for Dansk Køleforening 1912-42, medlem af bestyrelsen for Selskabet for Sundhedsplejen i Danmark fra 1914, formand 1920-24, medlem af Danske Hygiejnikeres Fælleesrepræsentation 1921-36, formand 1921-25, næstformand for Dansk Byplanlaboratorium 1921-23, medlem af bestyrelsen for Dansk Trafikforening 1922-47, formand 1922-24, medlem af Den tekniske Forenings bestyrelse fra 1921 (formand fra 1923) og af bestyrelsen for Lægeforeningens Boliger fra 1922 (formand fra 1927), formand for Foreningen af 1860 1925-30, medlem af bestyrelsesrådet for A/S Otto Mønsted 1925-45, formand for Landsforeningen til Færdselssikkerhedens Fremme 1932-36, medlem af Akademiet for de Tekniske Videnskaber fra 1937, medlem af bestyrelsen for Samvirkende Boligselskaber fra 1941. Han var også Kommandør af 1. grad af Dannebrog og Dannebrogsmand.
Han blev gift 25. september 1931 med Alexandra Farre (2. august 1896 på Christianssæde – 1991), datter af fhv. godsforvalter H.P. Farre (død 1944) og hustru Emilie f. Ludvigsen.